# جينا لوكنكيمبر
جينا لوكنكيمبر (مواليد 21 نوفمبر 1996) هي لاعبة عدو سريع ألمانية، فازت بالميدالية الذهبية في سباق 200 متر في بطولة أوروبا لألعاب القوى للناشئين 2015.

## وصلات خارجية
- جينا لوكنكيمبر على موقع الاتحاد الدولي لألعاب القوى (الإنجليزية)
- جينا لوكنكيمبر على موقع الاتحاد الألماني لألعاب القوى (الألمانية)
- جينا لوكنكيمبر على موقع الدوري الماسي (الإنجليزية)
- جينا لوكنكيمبر على موقع اللجنة الأولمبية الدولية (الإنجليزية)
- جينا لوكنكيمبر على موقع أوليمبيديا (الإنجليزية)
- جينا لوكنكيمبر على موقع اللجنة الأولمبية الألمانية (الألمانية)